# Portugals syv underværker
Portugals syv underværker (portugisisk: Sete Maravilhas de Portugal) er en liste over kulturelle underværker, som ligger i Portugal. Oprettelsen af listen blev støttet af kulturdepartementet og organiseret af Y&R Brands S.A. og Realizar S.A.
Oprindelig blev 793 nationale monumenter i Portugal udvalgt af Instituto Português do Património Arquitectónico (IPPAR) som kandidater. I den første runde blev de reduceret af et ekspertudvalg til 77. Så blev kandidaterne yderligere reduceret til 21 finalister i fire forskellige kategorier af Conselho de Notáveis ved Universidade de Évora. Valget af de syv startede 7. december 2006 og varede i seks måneder. Stemmerne blev afgivet via internettet, telefon og SMS, og resultatet af afstemningen blev kundgjort 7. juli 2007.

## De syv underævker
| # | Navn                              | Placering                                                                    | Billede |
| - | --------------------------------- | ---------------------------------------------------------------------------- | ------- |
| 1 | Castelo de Guimarães, 1000-tallet | Guimarães, Braga 41°26′52″N 8°17′26″V / 41.4479°N 8.2906°V                   |         |
| 2 | Castelo de Óbidos, 1195           | Óbidos, Leiria 39°21.819′N 9°09.428′V / 39.363650°N 9.157133°V               |         |
| 3 | Mosteiro da Batalha, 1385         | Batalha, Leiria 39°39′33″N 8°49′34″V / 39.659167°N 8.826111°V                |         |
| 4 | Mosteiro de Alcobaça, 1153        | Alcobaça, Leiria 39°32′54″N 8°58′48″V / 39.548333°N 8.98°V                   |         |
| 5 | Mosteiro dos Jerónimos, 1502      | Santa Maria de Belém, Lissabon 38°41′51″N 9°12′24″V / 38.6975°N 9.206667°V   |         |
| 6 | Palácio Nacional da Pena, 1854    | Sintra, Lissabon 38°47′16″N 9°23′26″V / 38.787778°N 9.390556°V               |         |
| 7 | Belémtårnet, 1521                 | Santa Maria de Belém, Lissabon 38°41′29″N 9°12′57″V / 38.691389°N 9.215833°V |         |

## Andre finalister
- Castelo de Almourol
- Castelo de Marvão
- Convento de Cristo
- Palácio de Mafra
- Fortaleza de Sagres
- Castelo de Monsaraz
- Igreja de São Francisco
- Igreja dos Clérigos
- Paço Ducal de Vila Viçosa
- Universidade de Coimbra
- Palácio de Mateus
- Palácio de Queluz
- Conímbriga
- Templo romano de Évora